# Isodontia
Isodontia Patton, 1880 è un genere di insetti apoidei appartenente alla famiglia Sphecidae.

## Tassonomia
Il genere è formato da 61 specie, di cui 3 presenti in Italia:
- Isodontia mexicana (Saussure, 1867)
- Isodontia paludosa (Rossi, 1790)
- Isodontia splendidula (A. Costa, 1858)